# Cerkiew św. Mikołaja w Kielcach
Cerkiew pod wezwaniem św. Mikołaja – prawosławna cerkiew parafialna w Kielcach. Należy do dekanatu Kraków diecezji łódzko-poznańskiej Polskiego Autokefalicznego Kościoła Prawosławnego.
Świątynia znajduje się przy ulicy Bodzentyńskiej 46. 
Jest to dawny budynek mieszkalny, w 1978 r. przebudowany i zaadaptowany na cerkiew. Obiekt jest zwieńczony niewielką kopułką. Wewnątrz mieści się współczesny ikonostas oraz kopia XV-wiecznej ikony św. Mikołaja.